# Мілтон Гонсалвіш
Мілтон Гонсалвіш (порт.-браз. Milton Gonçalves; 9 грудня 1933, Монті-Санту-ді-Мінас, Мінас-Жерайс — 30 травня 2022, Ріо-де-Жанейро) — бразильський актор та режисер.

## Життєпис
Народився 9 грудня 1933 року у місті Монті-Санту-ді-Мінас, штат Мінас-Жерайс, в родині робітників. 1957 року дебютував на сцені Театру де Арена у Сан-Паулу в постановках Аугусто Боала і Джанфранческо Гуарнієрі. Наступного року дебютував у кіно, з'явившись в невеликій ролі у драматичному фільмі «Великий момент» Роберту Сантоса. 1961 року почав зніматися на телебаченні. Повна фільмографія актора налічує понад 170 ролей у фільмах та серіалах. Також пробував себе як режисер театру та телебачення.
Був громадським активістом та членом Партії бразильського демократичного руху. 1994 року був кандидатом на пост губернатора штату Ріо-де-Жанейро.
Мілтон Гонсалвіш помер 30 травня 2022 року в себе вдома у Ріо-де-Жанейро в 88-річному віці від наслідків інсульту, перенесеного 2020 року.

## Особисте життя
Дружина — Ода Гонсалвіш, одружилися 28 березня 1966 року. У пари народилися троє дітей — син Маурісіу (20 серпня 1966), який також став актором, та дві дочки  — Катаріна і Альда. Шлюб тривав до смерті дружини 2013 року.

## Вибрана фільмографія
| Рік       |   | Українська назва                  | Оригінальна назва                                   | Роль                          |
| --------- | - | --------------------------------- | --------------------------------------------------- | ----------------------------- |
| 1958      | ф | Великий момент                    | O Grande Momento                                    | хлопець у парку розваг        |
| 1965      | ф | Велика пустеля                    | Grande Sertão                                       | Тоніку                        |
| 1969      | ф | Янгол народився                   | O Anjo Nasceu                                       | Уртіга                        |
| 1974      | ф | Диявольська королева              | A Rainha Diabla                                     | Диявольська королева          |
| 1975      | с | Габріела                          | Gabriela                                            | Філу                          |
| 1975      | с | Великий гріх                      | Pecado Capital                                      | доктор Персіваль Гарсія       |
| 1977      | ф | Лусіу Флавіу, агонізуючий пасажир | Lúcio Flávio, o Passageiro da Agonia                | 132                           |
| 1978      | с | Сигнал попередження               | Sinal de Alenta                                     | Рафа                          |
| 1980      | ф | Колеги по пригодах                | Paceiros da Aventura                                | Бене                          |
| 1981      | с | Потанцюй зі мною                  | Baila Comingo                                       | Отто Родрігес                 |
| 1984      | с | Висока сторона                    | Partido Alto                                        | Реджиналду                    |
| 1985      | ф | Поцілунок жінки-павука            | O Beijo da Mulher Aranha / Kiss of the Spider Woman | Педро, офіцер таємної поліції |
| 1986      | с | Сеньйорита                        | Sinhá Moça                                          | Батечко Жозе                  |
| 1987      | с | Мандала                           | Mandala                                             | Аполінаріу Сантана            |
| 1988      | ф | Наталь да Портела                 | Natsl da Portela                                    | Наталь да Портела             |
| 1988      | ф | Місяць над Парадором              | Moon Over Parador                                   | Карло                         |
| 1989      | ф | Дика орхідея                      | Wild Orchid                                         | Флавіо                        |
| 1992      | ф | Кікбоксер 3: Мистецтво війни      | Kickboxer 3: The Art of War                         | сержант поліції               |
| 1998      | с | Дона Флор і два її чоловіка       | Dona Flor e Seus Dois Maridos                       | Клементе                      |
| 1999      | с | Повітряні замки                   | Anando Nas Nuvens                                   | Серафім, комісар              |
| 1999      | с | Шикінья Гонзага                   | Chiqinha Gozaga                                     | Енріке Альвес де Мескіта      |
| 2003      | ф | Карандіру                         | Carandiru                                           | Шику                          |
| 2003      | с | Великий вантаж                    | Carga Pesada                                        | Альдо                         |
| 2003      | с | Земля кохання, земля надії        | Esperança                                           | Матіас                        |
| 2004      | с | Талісман                          | Começar de Novo                                     | Лазаро                        |
| 2004      | ф | Дочки вітру                       | Filhas de Vento                                     | дядько Зе                     |
| 2006      | с | Сеньйорита                        | Sinhá Moça                                          | Батечко Жозе                  |
| 2008      | с | Фаворитка                         | A Favourita                                         | Ромілду Роса                  |
| 2009      | с | Закон сили                        | Força-Tarefa                                        | полковник Каетано             |
| 2011      | с | Божевільне серце                  | Insensato Coraçao                                   | Грегоріу Гургель              |
| 2012—2013 | с | Пліч-о-пліч                       | Lado a Lado                                         | Альфонсо Насіменто            |
| 2014      | с | Лілі, колишня дружина             | Lili a Ex                                           | Ансельмо де Монтейро Коста    |
| 2015      | ф | Дуель                             | O Duelo                                             | губернатор                    |
| 2017      | ф | Пеле: Народження легенди          | Pelé: Birth of a Legend                             | Валдемар де Бріто             |
| 2018      | с | Час не зупинити                   | O Tenpo Não Para                                    | Елізеу                        |
| 2018      | с | Якщо я зараз заплющу очі          | Se Eu Fechar Os Olhos Agora                         | Паулу Роберту                 |
| 2021      | с | Дочки Єви                         | Filhas de Eva                                       | Гаспар                        |

Режисер
- 1970 — Брати Корадже (телесеріал) (порт. Irmãos Coragem)
- 1971 — Людина, яка повинна померти (телесеріал) (порт. O Homem Que Deve Morrer)
- 1971 — Мої діти (телефільм) (порт. Meus Filhos)
- 1972 — Кам'яні джунглі (телесеріал) (порт. Selva de Pedra)
- 1973 — Дорога людина (телесеріал) (порт. O Bem-Amado)
- 1976 — Рабиня Ізаура (телесеріал) (порт. Escrava Isaura), другий режисер
- 1979 — Важкий вантаж (телесеріал) (порт. Carga Pesada)
- 1990 — Загибель (телесеріал) (порт. Gente Fina)

## Нагороди
Кінофестиваль Грамаду
- 2003 — Премія Оскаріто.
- 2004 — Премія Золотий Кікіто найкращому акторові (Дочки вітру).

Міжнародний кінофестиваль у Картахені
- 2004 — Премія Golden India Catalina найкращому акторові другого плану (Карандіру).

Brazilia Festival of Brazilian Cinema
- 1975 — Премія Канданго найкращому акторові (Диявольська королева).

## Відзнаки
- 2018 — Орден За заслуги в культурі (Бразилія) першого ступеня  — Великий хрест[6].